# Pamela Anne Melroy
Pamela Anne Melroy (Palo Alto, Kalifornia, 1961. szeptember 17. –) amerikai űrhajósnő, ezredes. Eileen Collins után a második amerikai nő, aki a Space Shuttle parancsnoka lehetett.

## Életpálya
1983-ban a Wellesley College keretében fizikából és csillagászatból kapott oklevelet. 1983-tól az Air Force ROTC program munkatársa. 1984-ben a Massachusetts Institute of Technology (MIT) keretében Föld és bolygókutatásból megvédte diplomáját. 1985-ben pilóta vizsgát tett. Szolgálati repülőgépe a KC–10 volt. A Sivatagi Pajzs és a Sivatagi Vihar résztvevőjeként 200 támogató harci bevetésen vett részt. 1991-ben tesztpilóta kiképzésben részesült. A KC–10 fejlesztésének tesztpilótája. Több mint 5000 órát tartózkodott a levegőben, több mint 50 különböző repülőgépen szolgált vagy tesztelt.
1994. december 9-től a Lyndon B. Johnson Űrközpontban részesült űrhajóskiképzésben. Az Űrhajózási Hivatal megbízásából az Advanced Projectsben dolgozott. Három űrszolgálata alatt összesen 38 napot, 20 órát és 04 percet (932 órát) töltött a világűrben. Űrhajós pályafutását 2009 júliusában fejezte be. 2009-től a Lockheed Martin helyettes Program Managere. 2011-től a Federal Aviation Administration (FAA) vezető műszaki tanácsadója és igazgatója a helyszíni műveleteknek. 2013-tól a DARPA igazgatóhelyettese.

## Űrrepülések
- STS–92, a Discovery űrrepülőgép 28. repülésének pilótája, ami Floridából indult és Kaliforniába érkezett. Az ISS űrállomás első Z1 rácselemét kapcsolták a Unity modul felső (azaz zenitirányú) csatlakozójára; erre utal a Z1 jelölés. Az egységen helyezték el az űrállomás 4 db iránybeállító giroszkópját és a nagy-sebességű adatátvitelt biztosító Ku-sávú, forgatható parabolaantennát, ami a geostacionárius pályán keringő TDRS műholdakkal biztosít összeköttetést, továbbá egy ideiglenes csatlakozót a PMA dokkolókabinoknak. Első űrszolgálata alatt összesen 12 napot, 21 órát, 40 percet (310 órát) töltött a világűrben. 8 500 000 kilométert repült, 202-szer kerülte meg a Földet.
- STS–112, a Atlantis űrrepülőgép 26. repülésének pilótája. A Nemzetközi Űrállomásra (ISS) szállították a harmadik darab S1 rács egységet. Első alkalommal szereltek fel külső kamerát, hogy láthatóvá tegyék a külső munkálatokat. Második űrszolgálata alatt összesen 10 napot, 19 órát, 58 percet (260 órát) töltött a világűrben. Három űrsétát (kutatást, szerelést) végeztek a rácsos szerkezet felszereléséért. 7 200 000 kilométert repült, 170 alkalommal kerülte meg a Földet.
- STS–120 a Discovery űrrepülőgép 34. repülésén parancsnoka. Az Olaszország által készített Harmony modult szállította az ISS űrállomásra, majd űrhajósai űrsétával (kutatás, szerelés) pozíciójába helyezték. Egyszerre kettő női parancsnok tartózkodott az ISS fedélzetén – Peggy Annette Whitson ISS parancsnok és Pamela Anne Melroy az STS–120 űrrepülőgép parancsnoka. Harmadik űrrepülésén összesen 15 napot, 2 órát és 23 percet (362 óra) töltött a világűrben. 10 050 000 kilométert repült, 238-szor kerülte meg a Földet.